# Thomas Siddon
Hon. Thomas „Tom“ Edward Siddon, PC (* 9. November 1941 in Drumheller, Alberta) ist ein kanadischer Politiker der Progressiv-konservativen Partei Kanadas, der unter anderem zwischen 1978 und 1993 Mitglied des Unterhauses und im 24. Kabinett Kanadas zwischen 1985 und 1990 Minister für Fischerei und Ozeane und von 1990 bis 1993 Minister für Indianerangelegenheiten und Entwicklung des Nordens sowie im 25. Kabinett 1993 Verteidigungsminister war.

## Leben

### Ingenieur, Hochschullehrer, Abgeordneter des Unterhauses und Parlamentarischer Sekretär
Thomas „Tom“ Edward Siddon absolvierte nach dem Schulbesuch ein Studium der Ingenieurwissenschaften an der University of Alberta, welches er 1963 mit einem Bachelor beendete. Ein darauf folgendes postgraduales Studium am Institut für Luft- und Raumfahrt der University of Toronto schloss er mit einem Master ab und erwarb zudem einen Doktortitel im Fach Aeroakustik. Er übernahm eine Professur für Ingenieurwissenschaften an der University of British Columbia und war Mitgründer des aeroakustischen Unternehmens Siddon-Harford & Associates. Er begann sein politisches in der Kommunalpolitik von 1975 bis 1977 als Mitglied des Rates (Alderman) von Richmond Township. Nach dem Rücktritt seines Parteifreundes John Douglas Reynolds am 9. Mai 1977 wurde er für die Progressiv-konservative Partei Kanadas bei der Nachwahl im Wahlkreis Burnaby-Richmond-Delta am 16. Oktober 1978 mit 30.395 Stimmen erstmals zum Mitglied des Unterhauses des Unterhauses gewählt. Nach Aufteilung dieses Wahlkreis wurde er bei der Unterhauswahl am 22. Mai 1979 im daraus entstandenen Wahlkreis Richmond-South Delta mit 30.262 wieder zum Mitglied des Unterhauses gewählt und vertrat nach seinen Wiederwahlen am 18. Februar 1980 mit 29.192 Stimmen und am 4. September 1984 mit 38.168 Wählerstimmen diesen Wahlkreis bis zu dessen Auflösung zur Unterhauswahl am 21. November 1988. Zu Beginn seiner Parlamentszugehörigkeit war er in der 30. Legislaturperiode (1974 bis 1979) Mitglied der Ständigen Ausschüsse für Fischerei und Forstwirtschaft sowie für Verkehr und Kommunikation und in der 31. Legislaturperiode (1979 bis 1980) weiterhin Mitglied des Ständigen Ausschusses für Fischerei und Forstwirtschaft sowie zugleich für nationale Ressourcen und öffentliche Arbeiten.
Während der Amtszeit des 21. Kabinetts fungierte Siddon zwischen dem 1. Oktober und dem 14. Dezember 1979 als Parlamentarischer Sekretär beim Minister für Fischerei und Ozeane James McGrath. Zu Beginn der 32. Legislaturperiode (1980 bis 1984) war er Mitglied der Ständigen Ausschüsse für Schätzungen, für Fischerei und Forstwirtschaft, für Justiz und Recht, für Arbeit, Arbeitskräfte und Einwanderung sowie für nationale Ressourcen und öffentliche Arbeiten. In dieser Legislaturperiode fungierte er weiterhin von April 1980 bis zum 8. September 1981 als Sprecher seiner Fraktion für Fischerei und Ozeane, zwischen dem 9. September 1981 und 1983 für Energie, Bergbau und Ressourcen, von 1983 bis 1984 für Wissenschaft und Technologie sowie zugleich für Industrie, Handel, Unternehmen und wirtschaftliche Entwicklung.

### Staatsminister, Bundesminister und Verlust des Unterhausmandats
Nach dem Wahlsieg der Progressiv-konservativen Partei Kanadas am 4. September 1984 war Tom Siddon zunächst vom 17. September 1984 bis zum 19. November 1985 Staatsminister für Wissenschaft und Technologie. Als solcher war er zudem vom 17. September 1984 bis zum 2. Dezember 1985 Mitglied des Kabinettsausschusses für das Schatzamt, zwischen dem 17. September 1984 und dem 29. Januar 1989 des Kabinettsausschusses für wirtschaftliche und regionale Entwicklung sowie vom 13. September 1985 bis zum 29. Januar 1989 des Sonderausschusses des Kronrates. Im Zuge einer Regierungsumbildung übernahm er am 20. November 1985 im 24. Kabinett von Erik Nielsen den Posten als Minister für Fischerei und Ozeane und bekleidete dieses bis zum 22. Februar 1990, woraufhin Bernard Valcourt ihn ablöste. Er war des Weiteren vom 3. Dezember 1985 bis zum 19. März 1990 Mitglied des Kabinettsausschusses für Außen- und Verteidigungspolitik, zwischen dem 4. Juli 1986 und dem 19. April 1988 Mitglied des Unterausschusses für Handelsverhandlungen des Kabinettsausschusses für Prioritäten und Planung.
Nachdem sein bisheriger Wahlkreis Richmond-South Delta aufgelöst worden war, wurde Thomas Siddon bei der Unterhauswahl am 21. November 1988 im neu eingerichteten Wahlkreis Richmond mit 25.559 abermals zum Abgeordneten des Unterhauses gewählt. Er vertrat diesen Wahlkreis bis zu seiner Niederlage bei der Unterhauswahl am 25. Oktober 1993, als er mit 11.033 Stimmen gegen Raymond Chan von der Liberalen Partei unterlag, auf den 21.457 Wählerstimmen entfielen. Er fungierte außerdem vom 30. Januar 1989 bis zum 20. April 1991 als Mitglied des Kabinettsausschusses für Beziehungen zwischen Bund und Provinzen sowie zwischen dem 30. Januar 1989 und dem 24. Juni 1993 als Mitglied des Kabinettsausschusses für Umwelt sowie zeitgleich auch für Prioritäten und Planung.
Im Rahmen einer neuerlichen Regierungsumbildung übernahm Siddon am 23. Februar 1990 im 24. Kabinett von Pierre Cadieux das Amt als Minister für Indianerangelegenheiten und Entwicklung des Nordens und hatte dieses bis zum Ende der Amtszeit von Premierminister Brian Mulroney am 24. Juni 1993. Er war zudem zwischen dem 20. März 1990 und dem 20. April 1991 sowohl Mitglied des Kabinettsausschusses für menschliche Ressourcen, Einkommensunterstützung und Gesundheit als auch zeitgleich des Kabinettsausschusses für Kultur und nationale Identität und im Anschluss vom 21. April 1991 bis zum 3. Januar 1993 Mitglied des Kabinettsausschusses für menschliche Ressourcen, Sozial- und Rechtsangelegenheiten.
Im darauf folgenden 25. Kabinett Kanadas von Premierministerin Kim Campbell bekleidete Tom Siddon schließlich zwischen dem 25. Juni und dem 3. November 1993 das Amt als Minister für nationale Verteidigung und war zeitgleich zuständiger Kabinettsminister für British Columbia. Darüber hinaus fungierte er noch zwischen dem 25. Juni und dem 3. November 1993 als Vize-Vorsitzender des Kabinettsausschusses für Wirtschafts- und Umweltpolitik.
Thomas Siddon ist seit 1962 mit Patricia Yackimetz verheiratet, einer Nichte des Psychologen Albert Bandura, und Vater von fünf Kindern.